# La hora marcada
La hora marcada fue una serie de televisión en México del género de terror producida por Carmen Armendáriz para Televisa. Se emitió de 1988 a 1990 por el Canal de las Estrellas, con capítulos de media hora los días martes en horario de las 22:00. La serie fue retransmitida de 1997 a 1999 en la programación del Canal 9 y en los canales locales de Televisa en provincia. Su propuesta fue explotar al máximo las posibilidades, el tratamiento visual y argumental de cada uno de sus episodios presentando historias de terror, fantasía e incluso ciencia ficción. La protagonista era "La mujer de Negro", quien representaba a la muerte. Las historias eran sencillas, originales y buscaban generar miedo en sus televidentes.[cita requerida]
Hora marcada tiene también reconocimiento por haber sido el proyecto en el que iniciaron trayectoria algunos cineastas mexicanos reconocidos a nivel internacional como Guillermo del Toro, Alfonso Cuarón y Emmanuel Lubezki; así como directores con importantes trabajos en México, entre ellos Luis Estrada y Carlos Marcovich.
Otra de las características que resaltó en la serie fue la incursión de un numeroso reparto que llegó a incluir a grandes figuras del cine y la televisión como Ofelia Guilmáin, Pedro Armendáriz Jr., Marga López, Adriana Roel, Gonzalo Vega, Angélica María, Jacqueline Andere, Salvador Sánchez, Patricia Reyes Spíndola y Evita Muñoz "Chachita", entre otros.

## Personajes
La Mujer de Negro
La Mujer de Negro es una personificación de la Muerte. Aparece en todos los capítulos, con vestido largo y un sombrero negro; ya sea que simplemente pasara u observara a la víctima, a la mitad o final del capítulo. Fue interpretada por varias actrices, entre las más frecuentes; Frances Ondiviela, Nohemí Buendía, Margot Buzali y Tere Hernández.
En 2007 Televisa lanza una serie inspirada en Hora Marcada bajo el nombre de 13 Miedos, en la que el personaje de La mujer de negro es remplazado por el del Diablo, interpretado por Constantino Morán. Este narrador sale con los ojos negros, a veces sin pupilas.

## Productores
- Carmen Armendáriz por 100 episodios (1989-1990)
- Fernando Saenz de Miera por 98 episodios